# Bataille du Sègre
Guerre d'Espagne
On désigne sous le nom de bataille du Sègre un ensemble de combats de natures diverses, durant la guerre d'Espagne, livrée entre les troupes nationalistes et les forces républicaines, le long du Sègre et de la Noguera Pallaresa, rivières qui font office de frontière naturelle entre l'Aragon et la Catalogne. Ces combats se déroulèrent sur un temps relativement long, et commencèrent le 4 avril 1938, lorsque les nationalistes, après leur victorieuse campagne d'Aragon, furent arrêtés sur les bords du Sègre. Ils prirent fin le 3 janvier 1939, lorsque, brisant le front, les franquistes entrèrent en Catalogne.

## Contexte

Carte de l'Espagne en mai 1938, au début de la bataille du Sègre.
En rose : zone républicaine.
En vert : zone nationaliste.

Le 7 mars 1938, les troupes nationalistes balayaient les lignes républicaines du front d'Aragon lors d'une vaste offensive. Les républicains ne purent pas opposer de résistance organisée. Les nationalistes avancèrent profondément en Aragon et entrèrent, dans les premiers jours d'avril, en Catalogne. Le 3 avril, le général Antonio Aranda, qui avançait à travers le Maestrazgo, aperçut la mer Méditerranée, qu'il atteignit véritablement le 15 avril en entrant à Vinaroz, coupant définitivement le territoire républicain en deux. 
Au nord, les nationalistes atteignirent le Sègre et s'emparèrent de plusieurs villages. Dans la ville catalane de Lérida s'organisa une importante résistance, sous les ordres de Valentín González, mais elle tomba finalement le 3 avril aux mains des troupes du général Juan Yagüe. Dans la ville de Gandesa, qui tomba également, furent faits prisonniers 140 soldats de la XVe brigade internationale. À ce moment, la résistance républicaine se fit plus efficace, et les nationalistes n'arrivèrent pas à aller plus avant. Toutes les tentatives de franchir la rivière furent repoussées, excepté à Lérida et Serós, où furent établies des têtes de pont. Plus au nord, les nationalistes poursuivaient leur avancée, s'emparant de Balaguer, Camarasa et Tremp, où se trouvaient d'importantes installations hydro-électriques qui alimentaient Barcelone et son industrie. Les coupures d'électricité furent plus nombreuses, bloquant l'industrie de guerre barcelonaise.
Voyant ses troupes ralenties dans le nord de la Catalogne, mais en position d'avancer plus au sud depuis Vinaroz, Francisco Franco avait la possibilité d'envahir encore la Catalogne. À la surprise de ses généraux, mais craignant une intervention française s'il entrait dans Barcelone, Franco ordonna au gros des troupes d'obliquer vers le sud, en direction de Valence. La lutte continua cependant le long de la nouvelle ligne de front, longue de 300 km, courant de la confluence de l'Èbre et du Sègre, à Mequinenza, jusqu'à la frontière française, en remontant par le Sègre et la Noguera Pallaresa.

## Forces en présence

### Camp républicain
Du côté républicain, l'armée de l'Est (Grupo de Ejercitos de la Región Oriental) est chargée de la défense de la Catalogne. Les Xe, XIe et XVIIIe corps d'armée protègent les rives du Sègre, tandis que le Groupe autonome de l'Èbre assure la défense de l'Èbre. Le nombre de soldats est estimé à environ 180 000, bénéficiant de l'appui de l'artillerie, de chars et de l'aviation. Au nord, dans les Pyrénées aragonaises, se trouve la 43e division, encerclées par les forces nationalistes depuis le mois d'avril dans la poche de Bielsa.
Toutes ces forces se trouvent très diminuées, à la suite de la retraite d'Aragon devant les troupes nationalistes, au mois de mars 1938. Cependant, le choix de Franco, qui a pour objectif d'atteindre la Méditerranée, et non de conquérir la Catalogne, donne aux troupes républicaines l'occasion de souffler. C'est dans ce contexte que la frontière française fut ouverte, où l'aide soviétique s'accumulait depuis le début de l'année.

### Camp nationaliste
Du côté nationaliste se trouvent présents, dans la zone de Balaguer, les corps d'armée de l'Aragon et du Maroc. Dans la région de Tremp sont actifs les corps d'armée d'Urgell et de Navarre. Cependant, ces corps d'armée étaient amputés d'une partie de leurs effectifs, employés dans l'offensive du Levant qui se déroulait au même moment. L'aviation nationaliste était également concentrée sur les objectifs du Levant. Au total, les effectifs s'élevaient à environ 180 000 hommes.

## Combats

### Offensive républicaine à Balaguer

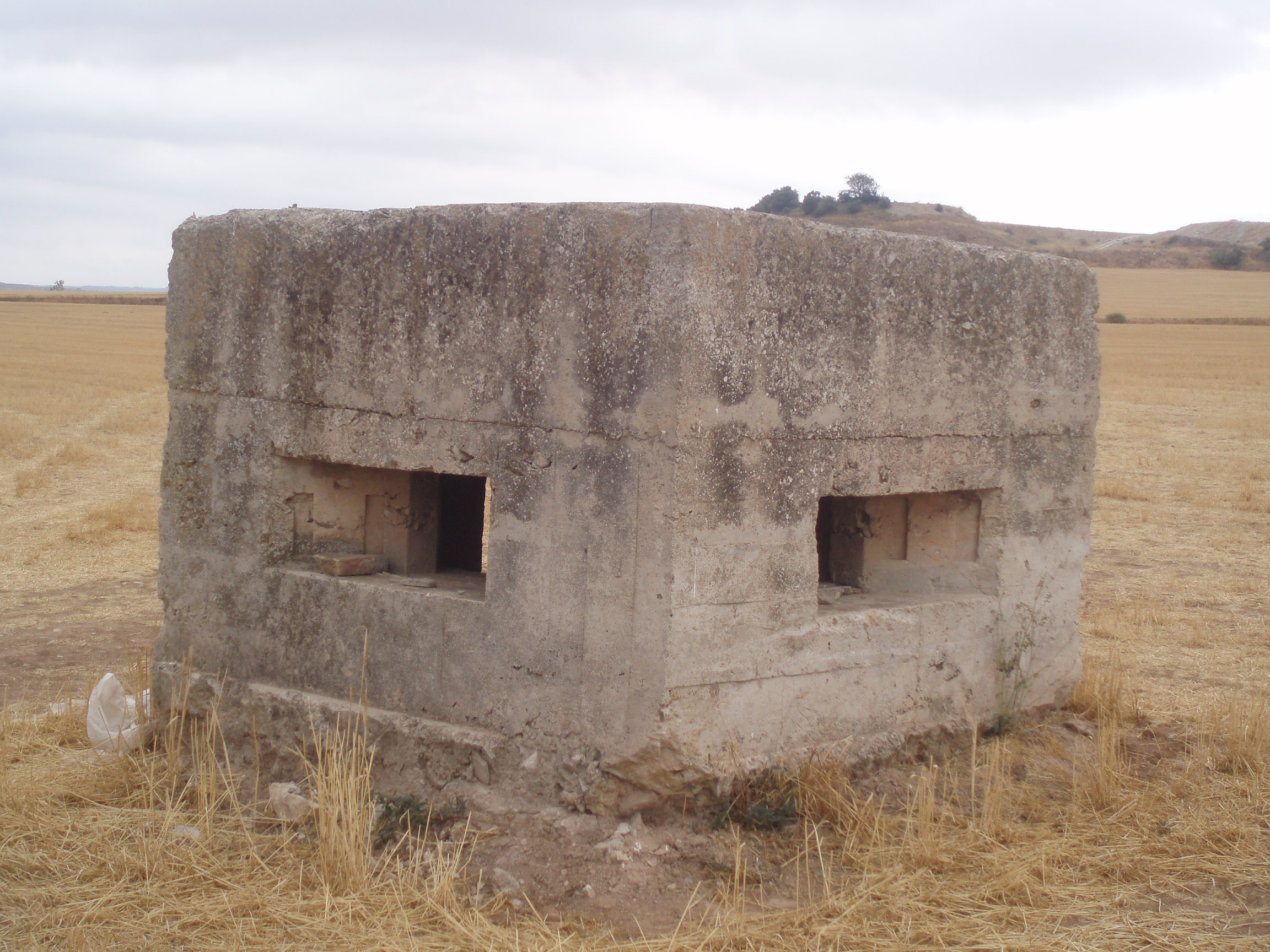
Nid de mitrailleuses dans la campagne autour de Bellpuig, sur la ligne de front de la bataille du Sègre.

Après le désastre républicain en Aragon, l'armée républicaine de l'Est fut complètement réorganisée. Elle fut renforcée par de nouveaux recrutements de soldats et l'armement soviétique, passé par la frontière française, rouverte. Vicente Rojo, chef de l'état-major central républicain, planifia une double offensive dans la région de Balaguer. Son but était double : reconquérir la tête de pont que les nationalistes avaient jeté sur le Sègre et éprouver les nouvelles forces de l'armée de l'Est. 
Dans la nuit du 21 au 22 mai, plusieurs attaques furent menées contre Sort, Tremp et Balaguer, dans le but était d'encercler les positions nationalistes autour de Balaguer. Ces opérations se soldèrent par un échec, car les offensives, si elles permirent de faire bouger légèrement les lignes, n'obtinrent pas de victoire nette. L'aviation nationaliste, retenue à cause du mauvais temps qui sévissait sur le front du Levant, joua un rôle décisif dans la résistance nationaliste. Le 24 mai, l'état-major républicain donne de nouveaux ordres à ses troupes : concentrer les attaques dans le secteur de Balaguer tout en coupant la route de Tremp, pour s'emparer de cette ville. La situation ne s'améliora cependant pas, et le 27 mai, les troupes républicaines passèrent à la défensive. Finalement, le 1er juin, l'armée de l'Est abandonna son offensive, tandis que la 43e division se retirait de ses positions dans la poche de Bielsa.

### La bataille des centrales hydroélectriques

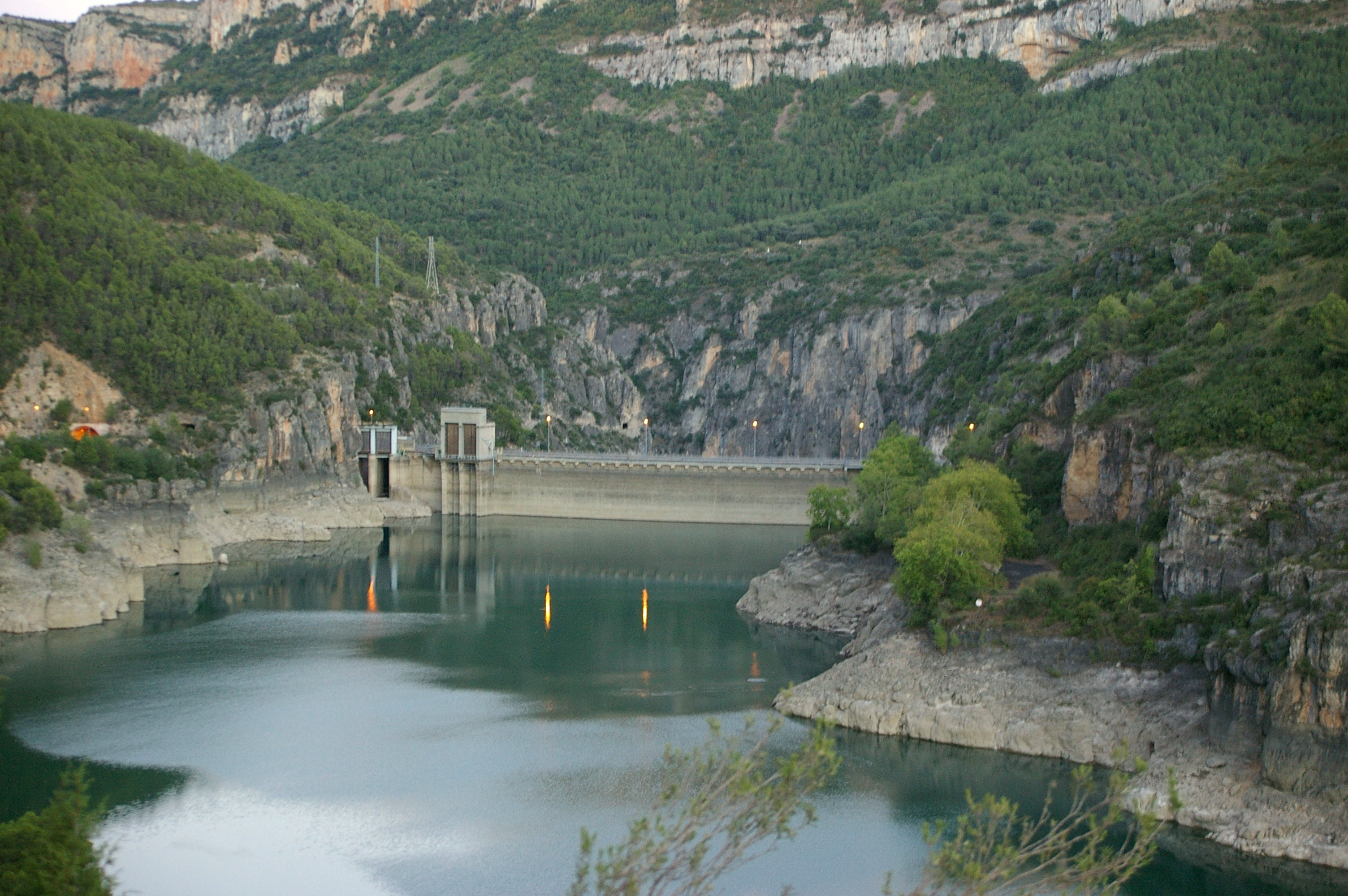
Le barrage de retenue de Camarasa.

Le contrôle des usines de Camarasa et de Tremp fut d'une importance décisive durant la bataille du Sègre, particulièrement lors des combats de Vilanova de la Barca en août et du Bas-Sègre en novembre. Les stations hydro-électriques situées le long du cours du Sègre étaient tombées aux mains des nationalistes lors de leur avancée, en avril. Le contrôle du débit du Sègre et des stations permettait aux nationalistes de contrôler l'énergie qui alimentait l'industrie barcelonaise.
À la fin du mois de mai, Vicente Rojo dirigea une offensive, sous forme de coup de main, afin de reprendre le contrôle des stations électriques de la Noguera Pallaresa, mais aussi d'attirer des troupes nationalistes du front du Levant, afin de soulager les forces républicaines qui y combattaient. Cependant, cette tentative se termina par un échec. 
La possibilité de maîtriser le débit du Sègre fut décisive par la suite. Lors de la bataille de l'Èbre, les nationalistes ouvrirent les vannes des barrages hydro-électriques afin d'augmenter le débit du Sègre et détruire les passerelles et les pontons que les républicains avaient construit sur le fleuve. Cette « artillerie hydraulique » fut le fait d'un ingénieur britannique de la Compagnie d'irrigation et force de l'Èbre (Compañía de Riegos y Fuerza del Ebro), Charles Smith, qui avait fui l'Espagne républicaine en 1936. Passé en France, il avait rejoint les nationalistes, aidant ces derniers à s'emparer de l'usine de Camarasa.

### Reprise de l'offensive nationaliste
Le 23 décembre 1938, les troupes nationalistes reprirent leur attaque et rompirent le front républicain du Sègre. Le premier assaut fut donné par le corps d'armée de Navarre et les engagés italiens du CTV en plusieurs points à une vingtaine de kilomètres au nord de Mequinenza, où une troupe de carabiniers républicains se retrouva abandonnée par ses officiers. Plus au nord, au pied des Pyrénées, Agustín Muñoz Grandes et Rafael García Valiño rompirent les lignes de défense républicaines. 
À Barcelone, on pensa d'abord qu'il s'agissait d'une opération de faible envergure, mais les attaques nationalistes se multiplièrent et ouvrirent plusieurs brèches dans la ligne de front, provoquant des désertions nombreuses. Afin de les ralentir, le gouvernement républicain envoya pour les arrêter le Ve corps d'armée, sous le commandement du général Enrique Líster. Il établit son quartier général à Castelldans et résista aux assauts nationalistes durant douze jours. Dans le secteur de l'Èbre, la montée des eaux du fleuve empêcha momentanément les troupes marocaines du général Juan Yagüe de le traverser, soulageant le secteur sud des défenses républicaines. Le 3 janvier 1939, une attaque de chars allemands obligea finalement les républicains à se retirer, tandis que, plus au sud, les divisions marocaines de Yagüe franchissaient l'Èbre : l'invasion de la Catalogne commençait.

## Conséquences
La bataille du Sègre fut particulièrement longue et sanglante pour les deux camps ennemis. Elle retarda de presque un an la chute de la Catalogne aux mains des nationalistes, même si elle ne l'empêcha pas. Tout comme la bataille de l'Èbre, elle épuisa l'armée républicaine, incapable de remplacer les pertes humaines et matérielles aussi rapidement que Franco. Finalement, le front du Sègre pâtit de l'importance de l'effort républicain sur l'Èbre, qui ne fut finalement qu'une perte de temps, d'hommes et de moyens pour la République, et ne reçut pas non plus la même reconnaissance.